# Джастін Шульц
Джастін Шульц (англ. Justin Schultz, нар. 6 липня 1990, Келоуна) — канадський хокеїст, захисник клубу НХЛ «Піттсбург Пінгвінс». Гравець збірної команди Канади.
Володар Кубка Стенлі.

## Ігрова кар'єра
Хокейну кар'єру розпочав 2006 року.
2008 року був обраний на драфті НХЛ під 43-м загальним номером командою «Анагайм Дакс».
Після драфту НХЛ Шульц вважав за краще відкласти свій дебют в лізі і виступав в НАСС за команду університету Вісконсин до кінця сезону 2011/12. Через особливості переходу з команд навчальних закладів у «Анагайм Дакс» мало бути тридцятиденне вікно для підписання контракту з гравцем, однак через перереєстрацію Джастіна університетською командою «качки» позбулися ексклюзивних прав, і перший професійний контракт Шульц уклав з командою «Едмонтон Ойлерз». Ця угода стала частиною змін у складі «нафтовиків», викликаних приходом нового наставника — Ральфа Крюгера.
Через локаут 2012/13 свій перший матч в Національній хокейній лізі Джастін зіграв лише 20 січня 2013 проти «Ванкувер Канакс», провівши на льоду більше 20 хвилин і відзначившись одним кидком. Уже через два дні, 22 січня 2013 року, Шульц закинув свою першу шайбу в лізі проти «Сан-Хосе Шаркс», що однак не врятувало його команду від поразки. Всього в своєму першому сезоні Джастін відіграв 48 матчів і набрав 27 очок.
28 серпня 2014 року Шульц уклав новий однорічний контракт з «нафтовиками» на суму 3.675 мільйонів доларів США. Незважаючи на одні з найнижчих позицій клубу в лізі Шульц зумів вийти на позиції основного захисника першої-другої п'ятірки. 6 лютого 2016 року в переддень припинення обмінів Джастін був обміняний в «Піттсбург Пінгвінс» на право вибору в третьому раунді драфта 2016 року. 12 червня 2016 року разом з командою він став володарем Кубка Стенлі, перемігши в шести матчах фінальної серії команду «Сан-Хосе Шаркс».
У сезоні 2016–17 року Шульц мав свій перший повний сезон з «Пінгвінами». Він виграв свій другий Кубок Стенлі 11 червня 2017 року в складі команди «Піттсбург Пінгвінс».
1 липня 2017 року, в перший день вільного агентства, Шульц підписав трирічний контракт на суму 16,5 млн доларів, щоб залишитися в «Піттсбург Пінгвінс».
У сезоні 2017–18 Шульц отримав травму в грі проти «Нью-Йорк Рейнджерс» і потрапив до резерву. Він повернувся до складу 4 січня 2018 року, після того, як пропустив 11 ігор.

## Статистика

### Клубні виступи
| Сезон        | Клуб                          | Ліга         | Регулярний сезон | Регулярний сезон | Регулярний сезон | Регулярний сезон | Регулярний сезон | Плей-оф | Плей-оф | Плей-оф | Плей-оф | Плей-оф |
| Сезон        | Клуб                          | Ліга         | І                | Г                | П                | О                | ШХ               | І       | Г       | П       | О       | ШХ      |
| ------------ | ----------------------------- | ------------ | ---------------- | ---------------- | ---------------- | ---------------- | ---------------- | ------- | ------- | ------- | ------- | ------- |
| 2006–07      | «Вест Келовна Верріорс»       | ХЛБК         | 2                | 1                | 0                | 1                | 0                | —       | —       | —       | —       | —       |
| 2007–08      | «Вест Келовна Верріорс»       | ХЛБК         | 57               | 9                | 31               | 40               | 28               | 11      | 3       | 5       | 8       | 4       |
| 2008–09      | «Вест Келовна Верріорс»       | ХЛБК         | 49               | 15               | 35               | 50               | 29               | 6       | 1       | 2       | 3       | 2       |
| 2009–10      | Університет Вісконсин-Медісон | НАСС         | 43               | 6                | 16               | 22               | 12               | —       | —       | —       | —       | —       |
| 2010–11      | Університет Вісконсин-Медісон | НАСС         | 41               | 18               | 29               | 47               | 28               | —       | —       | —       | —       | —       |
| 2011–12      | Університет Вісконсин-Медісон | НАСС         | 37               | 16               | 28               | 44               | 12               | —       | —       | —       | —       | —       |
| 2012–13      | «Оклахома-Сіті Беронс»        | АХЛ          | 34               | 18               | 30               | 48               | 6                | —       | —       | —       | —       | —       |
| 2012–13      | «Едмонтон Ойлерс»             | НХЛ          | 48               | 8                | 19               | 27               | 8                | —       | —       | —       | —       | —       |
| 2013–14      | «Едмонтон Ойлерс»             | НХЛ          | 74               | 11               | 22               | 33               | 16               | —       | —       | —       | —       | —       |
| 2014–15      | «Едмонтон Ойлерс»             | НХЛ          | 81               | 6                | 25               | 31               | 12               | —       | —       | —       | —       | —       |
| 2015–16      | «Едмонтон Ойлерс»             | НХЛ          | 45               | 3                | 7                | 10               | 14               | —       | —       | —       | —       | —       |
| 2015–16      | «Піттсбург Пінгвінс»          | НХЛ          | 18               | 1                | 7                | 8                | 2                | 15      | 0       | 4       | 4       | 0       |
| 2016–17      | «Піттсбург Пінгвінс»          | НХЛ          | 78               | 12               | 39               | 51               | 34               | 21      | 4       | 9       | 13      | 4       |
| 2017–18      | «Піттсбург Пінгвінс»          | НХЛ          | 34               | 2                | 12               | 14               | 8                |         |         |         |         |         |
| Усього в НХЛ | Усього в НХЛ                  | Усього в НХЛ | 378              | 43               | 131              | 174              | 94               | 36      | 4       | 13      | 17      | 4       |

### Збірна
| Рік                | Команда            | Турнір             | Місце              | І | Г | П | О | ШХ |
| ------------------ | ------------------ | ------------------ | ------------------ | - | - | - | - | -- |
| 2013               | Канада             | ЧС                 | 5-е                | 8 | 0 | 4 | 4 | 2  |
| Національна збірна | Національна збірна | Національна збірна | Національна збірна | 8 | 0 | 4 | 4 | 2  |